# Liodessus hobbsi
Liodessus hobbsi är en skalbaggsart som först beskrevs av Young 1950.  Liodessus hobbsi ingår i släktet Liodessus och familjen dykare. Inga underarter finns listade i Catalogue of Life.